# Valeryj Capkala
Valeryj Vil'jamavič Capkala (in russo Валерий Вильямович Цепкало?, Valerij Vil'jamovič Cepkalo; in bielorusso Валерый Ві́льямавіч Цапкала?; Hrodna, 22 febbraio 1965) è un politico, diplomatico e imprenditore tecnologico bielorusso con cittadinanza albanese, laureato in diritto internazionale presso l'Istituto statale di relazioni internazionali di Mosca. Dopo aver prestato servizio presso l'ambasciata dell'Unione Sovietica in Finlandia, Valeryj Capkala è entrato a far parte dello staff del Ministero degli affari esteri bielorusso. Successivamente è diventato consigliere per le relazioni politiche ed economiche estere del presidente del parlamento bielorusso, Stanislaŭ Šuškevič, e poi consigliere senior del segretario generale della Comunità degli Stati indipendenti.
All'età di 29 anni, Capkala ha guidato la campagna presidenziale di Aljaksandr Lukašėnka nelle elezioni del 1994 e in seguito ha assunto la carica di Primo Vice Ministro degli Affari Esteri. Dal 1997 al 2002, Capkala è stato ambasciatore bielorusso negli Stati Uniti e in Messico. Nel 2005-2006 è stato inviato plenipotenziario presidenziale al Parlamento.
Nel 2005 ha fondato il Belarus High Technologies Park (HTP) e lo ha guidato fino al 2017 creando uno dei più grandi cluster IT dell'Europa centrale e orientale.
Nel maggio 2020, Capkala ha cercato di partecipare alla corsa presidenziale. Era considerato uno dei principali sfidanti del presidente in carica Aljaksandr Lukašėnka, che ha deciso di invalidare la maggior parte delle sue firme su basi false per impedirgli di candidarsi alla presidenza. Il 24 luglio lo stesso Capkala ha annunciato di essere fuggito a Mosca con i suoi figli dopo aver ricevuto informazioni sui piani per il suo arresto. Successivamente si è recato in Ucraina, quindi in Polonia e poi in Lettonia. Il 15 agosto 2020 si è saputo che era in corso una ricerca su di lui in Russia. È accusato di aver ricevuto una tangente. Nell'ottobre 2022, il ministero dell'Interno bielorusso ha riconosciuto un gruppo di cittadini uniti sotto la guida di Valeryj Capkala, compresi i suoi siti web e le pagine dei social media, come gruppo estremista.
Nell'aprile 2023, ha ricevuto una condanna a 17 anni di reclusione in contumacia. Dopo aver vissuto con la sua famiglia in Grecia dal 2021, l'11 aprile 2025 ha ottenuto la cittadinanza albanese insieme a sua moglie Veronika.

## Biografia
Valeryj Capkala è nato a Hrodna il 22 febbraio 1965. Era l'unico figlio di una famiglia di ingegneri chimici, Vil'jam e Nina Capkala, giunti a Hrodna per costruire un impianto di azoto, dove hanno lavorato tutta la vita. Suo padre si è laureato al Politecnico di Odessa e la madre all'Istituto di ingegneria ed economia di Charkiv.
Valeryj si è diplomato alla Scuola secondaria No.14 di Hrodna con uno studio avanzato della lingua inglese. Nel 1982 è entrato all'Università tecnologica statale bielorussa di Minsk, ma nel 1984 è stato arruolato nell'esercito e ha prestato servizio per due anni nelle forze missilistiche strategiche. A causa della guerra sovietico-afghana, il rinvio per gli studenti universitari dell'epoca fu revocato.
Dopo il servizio militare, Capkala è entrato all'Istituto Statale di Mosca per le Relazioni Internazionali del Ministero degli Affari Esteri Sovietico e si è laureato con lode nel 1991. Ha seguito un programma post-laurea, ha tenuto conferenze alla MGIMO e il dottorato di ricerca in diritto internazionale.

## Carriera diplomatica
Capkala ha iniziato la carriera diplomatica nel 1991 come membro dell'ambasciata sovietica in Finlandia. Dopo la dissoluzione dell'Unione Sovietica, è tornato in Bielorussia e nel 1992 ha assunto la carica di secondo segretario del MAE. Nel 1993-1994 è stato consigliere di politica estera del presidente del Soviet supremo Stanislaŭ Šuškevič, che a quel tempo era capo dello stato. Dopo le dimissioni di Šuškevič dalla carica di presidente del Consiglio supremo della Bielorussia, la carica di consigliere per le relazioni politiche ed economiche estere è stata sostituita da quella di consigliere per l'agricoltura. Molto probabilmente tale mossa è stata causata dall'animosità tra Šuškevič e Vjačeslav Kebič. Successivamente Šuškevič ha ricordato Capkala come un "abile psicologo e professionista" che era sempre "sull'orlo del giusto e sbagliato", e ha apprezzato il suo aiuto nei momenti in cui Šuškevič era in disgrazia. Dopo le sue dimissioni, Capkala è passato a lavorare nel Segretariato della CSI come consigliere del Segretario Esecutivo.
Nel 1994 durante le elezioni presidenziali Capkala lasciò Šuškevič e si unì alla squadra di Aljaksandr Lukašėnka su raccomandazione di Dzmitryj Bulachaŭ. Nel team di Lukašėnka c'erano anche Viktar Hančar, Leonid Sinicin, Aljaksandr Feduta e Jurij Zacharenka. Capkala era responsabile degli affari internazionali. Ha organizzato il viaggio di Lukašėnka alla Duma di Stato russa a Mosca, dove Lukašėnka ha incontrato gli esponenti politici più influenti di quel tempo: Gennadij Zjuganov, capo del CPRF, e Nikolaj Charitonov, capo degli agrari e leader LDPR. Quel viaggio ha permesso a Lukašėnka di dimostrare il suo vantaggio sugli altri candidati alla presidenza nelle questioni dell'integrazione Russia-Bielorussia.
Nell'agosto 1994 Capkala è stato nominato primo viceministro degli Affari Esteri. Ha partecipato attivamente al processo pacifico di divisione dell'eredità sovietica, vale a dire i suoi obblighi sul Trattato START-II, la riduzione delle forze convenzionali in Europa, la "Partnership per la pace" tra la NATO e le ex repubbliche sovietiche e il Trattato di riduzione della minaccia cooperativa. Ha co-presieduto con Willian J. Perry, Segretario alla Difesa degli Stati Uniti, la Commissione congiunta USA-Bielorussia sul "programma Nunn-Lugar" avente lo scopo di smantellare le armi nucleari, chimiche e biologiche e le relative infrastrutture negli ex Stati sovietici. Ha inoltre co-presieduto le Commissioni congiunte sulla delimitazione e demarcazione delle frontiere con la Lituania e la Lettonia. È stato anche coinvolto nella preparazione del Memorandum di Budapest sulle garanzie di sicurezza secondo cui Stati Uniti, Russia e Gran Bretagna garantiva l'integrità territoriale dei tre stati che volontariamente rifiutavano armi nucleari e aderivano al Trattato di non-proliferazione.
Dal 1997 al 2002 è stato ambasciatore straordinario e plenipotenziario della Repubblica di Bielorussia negli Stati Uniti e del Messico.  In quel periodo Capkala ha visitato la Silicon Valley rendendosi conto dell'importanza del problema della fuga dei cervelli.
Dopo il servizio diplomatico negli Stati Uniti, Capkala è diventato il consigliere presidenziale per la scienza e la tecnologia. Durante questo periodo ha lavorato come governatore supplente della Bielorussia presso il Fondo monetario internazionale e la Banca mondiale e da febbraio a ottobre 2005 è stato rappresentante nell'Assemblea nazionale della Bielorussia. Nel 2005 Capkala è diventato l'esperto governativo del Segretario generale delle Nazioni Unite in materia di tecnologie della comunicazione e dell'informazione e sicurezza dei dati. Nel 2009 è anche entrato a far parte della Global Alliance for Information and Communication Technologies and Development.

## High Tech Park
Nella sua visita nella Silicon Valley statunitense, Capkala è rimasto colpito dall'efficacia dell'ecosistema, che ha stimolato lo sviluppo delle aziende tecnologiche. Gli ci è voluto un anno e mezzo per convincere le autorità bielorusse a creare un'infrastruttura e un centro di attrazione per le società IT bielorusse. Sullo sfondo dello scoppio della bolla Dot-com, l'establishment era molto scettico nei confronti del settore IT. Il lavoro sulla divulgazione delle alte tecnologie tra i funzionari pubblici è stato successivamente descritto nel libro di Capkala Belarus Hi-Tech Park: 10 Years of Development.
La creazione dell'High Tech Park è stata annunciata da Lukashenko nel 2003 durante la IT Week. Il presidente lo vedeva come uno strumento di modernizzazione per potenziare le industrie tradizionali come l'agricoltura, l'istruzione, la sanità, la difesa militare. L'organizzazione è stata fondata il 22 settembre 2005 e il 7 ottobre 2005 Capkala ha ricevuto l'incarico di direttore.  Ha visto HTP come uno strumento per fermare la fuga di esperti IT e un ambiente favorevole per le start-up bielorusse. Nel 2009 ha chiamato il Parco la "Silicon Valley bielorussa".
Nel 2005 le autorità hanno fornito 50 ettari di terreno vicino al distretto di Uručča a Minsk. In dieci anni il campus è diventato un centro di ricerca scientifica con uffici, centri congressi, appartamenti, hotel, centri commerciali. Si prevedeva che la performance delle esportazioni raggiungesse i 300-350 milioni di dollari fino al 2015. Fu introdotto uno speciale regime fiscale preferenziale per rendere HTP, come disse Capkala, un'oasi della nuova economia.
Nel 2014, nel Parco erano registrate 138 aziende e la sua produzione totale ha raggiunto i 650 milioni di dollari. Nella capacità di esportazione di software per persona, la Bielorussia ha superato gli Stati Uniti e l'India. L'immagine pubblica delle carriere dei programmatori crebbe rapidamente; alcune scuole pubbliche vi hanno avviato ulteriori corsi di istruzione.  Secondo Capkala, la crescita del settore IT in Bielorussia ha superato più volte la media mondiale e l'esportazione netta di HTP ha superato il totale degli impianti industriali nazionali.
Nel 2015 è scoppiato un conflitto tra il governo e l'amministrazione HTP quando le autorità hanno annunciato un aumento delle tasse dell'1% e triplicato il suo contributo al Fondo di previdenza sociale. Capkala ha avvertito le autorità del pericolo di fuga dei cervelli e ha fatto riferimento ai dati secondo cui anche con tasse ridotte un programmatore di HTP paga tre volte la dimensione di un cittadino medio. Le aliquote fiscali sono state bloccate fino al 2020 in base all'accordo secondo cui le società di HTP avrebbero avvantaggiato non solo il settore IT ma l'economia bielorussa in generale.
Oltre alla difesa attiva degli interessi dei residenti e dei dipendenti di HTP, Capkala in più occasioni ha sostenuto gli imprenditori IT detenuti. Nel 2016 Capkala ha votato per l'esclusione della norma penale "pratiche commerciali illegali" dal codice penale della Bielorussia, ad eccezione di "mediche, associate alla vita delle persone, e finanziarie, associate alla produzione di denaro contraffatto, alla costruzione di varie piramidi finanziarie". Secondo Capkala, la regola era "una reliquia dell'era sovietica" che ha minato la posizione degli sviluppatori bielorussi sui mercati esteri. Secondo lui, Apple sarebbe stato molto più difficile da sviluppare se Steve Jobs e Steve Wozniak fossero nati in Bielorussia. Aljaksandr Kanjuk, che allora era il procuratore generale, si dichiarò obbligato a seguire la legge alla lettera.
Il 2 marzo 2017, Capkala è stato licenziato dalla carica di direttore di HTP con decreto presidenziale. La notizia è arrivata all'improvviso per i dipendenti di HTP. Secondo Capkala, il suo licenziamento è stato infatti provocato dalla sua posizione sociale attiva e da un conflitto con i funzionari della sicurezza. All'inizio del 2017 il fatturato annuo del settore dello sviluppo software in Bielorussia ha raggiunto 1 miliardo di dollari, aziende come Wargaming.net, Maps.me, Viber erano tra i membri HTP. La crescita dell'industria in Bielorussia non ha ceduto a nessun altro paese dell'Europa orientale. Rispetto al settore dell'outsourcing ucraino, il mercato bielorusso cresceva del 9% più velocemente, mentre il carico fiscale era tre volte superiore. La quota totale della Bielorussia sul mercato globale è aumentata di qualche punto. Secondo i media, il licenziamento di Capkala era stato motivato dalla sua riluttanza a reindirizzare le società HTP verso lo sviluppo di altre industrie bielorusse. Notando i meriti di Capkala nella creazione e nello sviluppo dell'HTP, gli analisti hanno prestato attenzione ai suoi punti deboli: selettività dei residenti dell'HTP, prevalenza di sviluppatori in outsourcing, eccessiva burocratizzazione.
Dopo che Capkala ha lasciato la leadership dell'HTP, i suoi successori hanno cercato di sminuire i suoi successi e talvolta di infangare l'ex direttore. In particolare, il nuovo direttore di HTP Vsevolod Jančevski ha dichiarato in un'intervista ai media che Capkala sarebbe potuto andare in prigione anche durante la sua guida dell'HTP: le accuse di violazioni fiscali hanno colpito una delle società, sono state risarcite e il caso è stato chiuso.
Dopo l'HTP, Capkala ha continuato la sua carriera nella consulenza internazionale sulle imprese innovative. Ha consultato i governi dei paesi dell'ex URSS sulla creazione di forti cluster IT e ha preso parte a un grande progetto IT in Arabia Saudita. Ha contribuito allo sviluppo del Mirzo Ulugbek Innovation Center (ICSU) in Uzbekistan.  Nel 2018 ha fondato Prabook.com, una biblioteca biografica online.  Il suo primo ritorno attivo sui media bielorussi è stato nel 2018, quando ha commentato la prevista crescita del numero dei membri HTP. Secondo Capkala, un tale passo danneggerebbe in modo significativo la qualità dei servizi forniti. Tuttavia, nel 2018 HTP ha assunto 15 mila nuovi dipendenti. Entro il 2020, oltre il 25% delle start-up bielorusse risiedeva nell'HTP, le tecnologie innovative rappresentavano oltre un terzo delle esportazioni del paese.

## Attività politica

### Campagna presidenziale del 1994
Durante la campagna presidenziale del 1994, Capkala si è unito alla squadra di Alexander Lukashenko, che era il candidato più giovane in gara. Capkala era responsabile degli affari internazionali. Ha organizzato la visita di Lukašėnka a Mosca, dove ha visitato la Duma di Stato e ha incontrato alti funzionari del Partito Liberal Democratico della Russia , del Partito Agrario della Russia e del Partito Comunista della Federazione Russa. Il viaggio aveva lo scopo di rinnegare le dichiarazioni della squadra di Kebič secondo cui Lukashenko avrebbe interrotto le relazioni con la Russia. Dopo la vittoria di Lukašėnka, Capkala ha continuato la sua carriera diplomatica.

### Campagna presidenziale 2020
Capkala ha annunciato la sua corsa alla presidenza bielorussa l'8 maggio 2020 sulla sua pagina Facebook. Ha definito il regime esistente "un sistema disfunzionale quando l'intera nazione monitora quotidianamente l'umore di una persona". Capkala ha confermato la sua candidatura il 12 maggio, sostenendo che la società chiedeva riforme e che i decenni di presidenza di Lukašėnka avevano portato il Paese alla stagnazione e all'indifferenza. Nello stesso tempo, HTP ha utilizzato un albero telefonico tra i dipendenti per sottolineare il contributo di Lukašėnka al successo dell'iniziativa.
Capkala ha ribadito la necessità di modernizzare l'economia, porre fine all'assistenza statale alle imprese inefficienti e aumentare gli investimenti nelle industrie dell'istruzione e della sanità. Si è offerto di utilizzare l'esperienza della Scandinavia e di modernizzare le centrali termiche bielorusse invece di costruire una centrale nucleare. Capkala ha spiegato che le "battaglie per i raccolti" sono state inutili e che il maggior danno all'economia è stato causato da una gestione inefficace e obsoleta. Ha promosso l'indipendenza della Corte e del Parlamento, si è offerto di rifiutare il sistema presidenziale e di introdurre un limite di due mandati per i presidenti. Ha dichiarato la sua intenzione di creare un ambiente adeguato per l'educazione e la vita. Ha detto che "Lukašėnka era distaccato dalla società e ignaro dei bisogni e delle aspettative delle persone".  Ha coltivato un'immagine pubblica di un tecnocrate, che intendeva portare la sua esperienza nel settore IT nel governo. Si è offerto di implementare un meccanismo decisionale trasparente come un modo per sradicare la corruzione nel governo.
Alla sua prima conferenza stampa, ha dichiarato che avrebbe perseguito una poliedrica politica estera con una priorità di rapporti amichevoli con tutti i paesi. Intendeva sviluppare migliori relazioni sia con gli Stati Uniti che con l'UE. Ha sottolineato di non vedere alcuna differenza stereotipata tra russi, ucraini e bielorussi e di voler mantenere lo status elevato della lingua russa in caso di vittoria alle elezioni.
Esperti politici, analisti e attivisti pubblici avevano opinioni diverse sulla corsa alla presidenza di Capkala. Il regista di "Belhard", Ihar Mamonenko, lo considerava un candidato di compromesso dell'establishment. Alcuni analisti del settore IT ritenevano che Capkala fosse un candidato esca, approvato dall'amministrazione presidenziale. Il Carnegie Moscow Center ha descritto la nomina di due candidati liberali (Capkala e Viktar Babaryka) come un segno del crescente malcontento sociale della classe media urbana, perché entrambi i candidati hanno offerto programmi di riforme blande e liberalizzazione economica.
Nel maggio 2020 Lukašėnka ha annunciato di avere materiale incriminante su Capkala, in merito ai motivi del suo licenziamento dal posto di direttore all'HTP. Tuttavia, Lukashenko ha rifiutato di rivelarli. In una delle interviste, Lukašėnka ha paragonato Capkala a un "maiale", alludendo all'uso della fecondazione in vitro da parte di sua moglie Veronika Capkala (IVF). Capkala ha risposto affermando che il suo licenziamento era collegato alla sua protesta contro le detenzioni di uomini d'affari e conflitti consecutivi con il procuratore generale e il comitato investigativo. Capkala ha definito i commenti di Lukašėnka "una pratica ordinaria nell'attuale sistema politico" e li ha spiegati come un goffo tentativo di aumentare i suoi voti. Capkala ha annunciato di voler "reintrodurre il rispetto, restituire il rispetto a tutti i bielorussi". Ha anche affermato che la sicurezza di Lukashenko dovrebbe essere garantita dopo le sue dimissioni.
Il 20 maggio 2020, 884 attivisti sono stati registrati dalla Commissione elettorale centrale della Repubblica di Bielorussia e hanno avviato una campagna per raccogliere firme a sostegno di Capkala. All'inizio di luglio hanno raccolto circa 220.000 firme, 160.000 sono state approvate e fornite alla Commissione elettorale. La Commissione ha affermato che solo 75.249 erano valide, meno delle 100.000 necessarie. La Commissione ha anche affermato una discrepanza tra il reddito dichiarato e quello effettivo di Veronika Capkala. Quasi tutte le firme sono state respinte solo perché i firmatari non hanno inserito la data.  Gli esperti hanno evidenziato che è stato effettivamente impossibile eseguire un esame grafologico approfondito di migliaia di firme in quei giorni. La squadra di Capkala ha ritenuto che il rifiuto fosse infondato, ha contestato la decisione del Comitato e l'ha impugnata presso l'Alta Corte, ma senza successo. Il Comitato ha riconosciuto violazioni solo a Babrujsk; i risultati nel resto delle regioni sono stati descritti come "non aventi motivo di dubitare".  Quando gli elettori hanno chiesto un riesame delle firme e dei documenti raccolti, il Comitato ha rifiutato con il pretesto che non esistessero tali procedure. Capkala non ha potuto fare un'apparizione pubblica perché era in isolamento dopo l'esposizione al COVID-19. Nel frattempo, Veronika Capkala ha spiegato la differenza tra i suoi redditi effettivi e quelli dichiarati. Secondo lei, il comitato elettorale ha annunciato il suo reddito prima degli interessi e delle tasse e ha incluso anche i redditi in natura.
L'Unione Europea ha descritto la decisione di negare i posti a Babariko e Capkala nel ballottaggio come "apparentemente arbitraria". Il capo della politica estera dell'UE, Josep Borrell, ha affermato che "limita la possibilità per il popolo bielorusso di esprimere la propria volontà e già mina l'integrità complessiva e la natura democratica delle elezioni". Secondo l'analista politico Pavel Usov, le autorità hanno deciso di rimuovere Capkala dal ballottaggio prima di disorientare le persone e creare l'illusione che Babaryka potesse avere successo.
Il 24 luglio 2020, Capkala è fuggito in Russia, quindi in Ucraina, poi in Polonia e infine in Lettonia con i suoi figli dopo aver ricevuto una soffiata secondo cui il suo arresto era imminente e le autorità erano pronte a privarlo dei diritti dei genitori. A Minsk, Pružany, Homel' e Brėst la gente è scesa in piazza a sostegno di Babaryka e Capkala. Seguirono arresti su larga scala.  Il 16 giugno tre forze di opposizione si sono alleate sotto la guida di Maryja Kalesnikava, Veronika Capkala e Svjatlana Cichanoŭskaja, che era entrata nella corsa alla presidenza dopo l'arresto del marito-candidato, Sjarhej Cichanoŭskij. L'opposizione unita ha invitato il popolo a votare e ha annunciato l'intenzione di lottare per un'elezione presidenziale onesta e aperta.

## Vita privata
È sposato con Veronika Capkala. La coppia ha due figli gemelli.